# Снагощенко, Василий Гаврилович
Василий Гаврилович Снагощенко (1912, село Басовка, Украина — 13 февраля 1940) — политрук роты 27-го стрелкового полка 7-й стрелковой дивизии 7-й армии Северо-Западного фронта. Герой Советского Союза.

## Биография
Родился в 1912 году в селе Басовка Сумского района Сумской области Украины в семье крестьянина. Украинец. Член ВКП(б) с 1937 года. Окончил 7 классов. Работал столяром в Харькове. Участвовал в работе Осоавиахима.
В Красной Армии с 1935 года. В 1939 году окончил Киевское военно-политическое училище. Участник освободительного похода советских войск в Западную Украину и Западную Белоруссию в 1939 году.
Участник советско-финской войны 1939—1940 годов.
Политрук роты 27-го стрелкового полка Василий Снагощенко 12 февраля 1940 года в бою за высоту «Каска» был ранен, но не покинул поле боя. Рота овладела высотой. 13 февраля 1940 года при отражении очередной контратаки врага погиб.
Указом Президиума Верховного Совета СССР от 21 марта 1940 года за образцовое выполнение боевых заданий, мужество и отвагу, проявленные в боях с финнами, политруку Василию Гавриловичу Снагощенко посмертно присвоено звание Героя Советского Союза.
Награждён орденом Ленина.

## Память
На одной из плит мемориала, воздвигнутого в центре села Басовка, среди имён 220 односельчан, павших в боях за Родину, есть имя отважного политрука.
В Сумском краеведческом музее собраны материалы, повествующие о Герое Советского Союза В. Г. Снагощенко.